# Marie Hedeholm
Marie Hedeholm (21 de julio de 1922 - 4 de julio de 2006) fue una actriz teatral y cinematográfica de nacionalidad sueca.

## Biografía
Su nombre completo era Alice Maria Matilda Hedeholm, y nació en Halmstad, Suecia, siendo sus padres Aron Olsson y Signe Halén.
Casada en 1957 con el actor Tor Isedal, era madre de Ola Isedal. El matrimonio se divorció en el año 1970.
Marie Hedeholm falleció en Estocolmo, Suecia, en 2006.

## Filmografía
- 1947 : Tappa inte sugen
- 1948 : Nu börjar livet
- 1949 : Greven från gränden

## Teatro
- 1951 : Clérambard, de Marcel Aymé, dirección de Per-Axel Branner, Biograf Edison[4]
- 1953 : Min fru går igen, de Noël Coward, dirección de Per-Axel Branner, Lisebergsteatern
- 1957 : El avaro, de Moliére, dirección de Tore Karte, Fredriksdalsteatern[5]
- 1958 : El jardín de los cerezos, de Antón Chéjov, dirección de Sandro Malmquist, Riksteatern[6]